# OHL Executive of the Year
OHL Executive of the Year byla hokejová trofej pro nejlepšího zaměstnance Ontario Hockey League.

## Vítězové OHL Executive of the Year
- 2012-13 Mike Vellucci, Plymouth Whalers
- 2011-12 Steve Bienkowski, Kitchener Rangers
- 2010-11 Dale DeGray, Owen Sound Attack
- 2009-10 Rick Gaetz, Guelph Storm
- 2008–09 Warren Rychel, Windsor Spitfires
- 2007–08 Denise Burke, Niagara IceDogs
- 2006–07 Craig Goslin, Saginaw Spirit
- 2005–06 Craig Goslin, Saginaw Spirit
- 2004–05 Mike Futa, Owen Sound Attack
- 2003–04 Mark Hunter, London Knights
- 2002–03 Steve Bienkowski, Kitchener Rangers
- 2001–02 Sherwood Bassin, Erie Otters
- 2000–01 Neudělena.
- 1999–00 Robert Ciccarelli, Sarnia Sting
- 1998–99 Jeff Hunt, Ottawa 67's
- 1997–98 Paul McIntosh, London Knights
- 1996–97 Ed Rowe, Peterborough Petes
- 1995–96 Bert Templeton, Barrie Colts
- 1994–95 Mike Kelly, Guelph Storm
- 1993–94 Jim Rutherford, Detroit Junior Red Wings
- 1992–93 Jim Rutherford, Detroit Junior Red Wings
- 1991–92 Bert Templeton, North Bay Centennials
- 1990–91 Sherwood Bassin, Sault Ste. Marie Greyhounds
- 1989–90 Sam McMaster, Sudbury Wolves